# Friedrich Wilhelm Markull
Friedrich Wilhelm Markull (Reichenbach prop d'Elbląg, 17 de febrer de 1816 - Danzig, 30 d'abril de 1887) fou un organista i compositor polonès.
Deixeble de Schneider a Dessau, el 1836 fou nomenat organista de l'església de Santa Maria de Danzig, on treballà tota la seva vida, sent molt apreciada la seva tasca com a professor, pianista i compositor. Entre els seus alumnes tingué al finès Friedrich Richard Faltin.
Va compondre les òperes Maja und Alpino (1843), Der König von Zion (1848), Das Walpurgisfest (1855), dos oratoris: Johannes der Täufer, i Das Gedächtnis der Eutslafenen; recitats, salms, simfonies, peces de piano i cant, també publicà un llibre de cors.